# Amigos da Ciclovia
O Grêmio Recreativo Escola de Samba Amigos da Ciclovia é uma escola de samba de Niterói.

## Segmentos

### Presidentes
| Nome                  | Mandato               | Ref.  |
| --------------------- | --------------------- | ----- |
| Jorge Gabriel Sampaio | Fundação - atualidade | [ 1 ] |

### Diretores
| Ano  | Diretor de Carnaval | Diretor de harmonia | Mestre de bateria | Ref.  |
| ---- | ------------------- | ------------------- | ----------------- | ----- |
| 2015 |                     |                     |                   | [ 1 ] |
| 2017 | Igor Vinicius Pinto |                     |                   |       |

### Casal de Mestre-sala e Porta-bandeira
| Ano  | Nome | Ref.  |
| ---- | ---- | ----- |
| 2015 |      | [ 1 ] |
| 2017 |      |       |

### Corte de bateria
| Ano  | Rainha | Madrinha | Ref. |
| ---- | ------ | -------- | ---- |
| 2016 |        |          |      |
| 2017 |        |          |      |

## Carnavais
| Ano  | Colocação | Grupo          | Enredo                                                                                            | Carnavalesco      | Intérprete | Ref               |
| ---- | --------- | -------------- | ------------------------------------------------------------------------------------------------- | ----------------- | ---------- | ----------------- |
| 2015 | 7º lugar  | Terceiro Grupo | Mulata, Raça Brasil                                                                               | Humberto Abrantes |            | [ 1 ] [ 2 ] [ 3 ] |
| 2016 | 3 º lugar | Terceiro Grupo |                                                                                                   |                   |            | [ 4 ]             |
| 2017 | 2º lugar  | Terceiro Grupo | Piratininga: minha origem, meu chão...                                                            | Alê de Freytas    |            |                   |
| 2020 |           | Grupo C        | Nas asas da Sabiá, a Ciclovia conta e canta 81 anos de glórias da Verde e Branca da Vila Ipiranga |                   |            |                   |